# 273
Cette page concerne l'année 273  du calendrier julien. Pour l'année 273 av. J.-C., voir 273 av. J.-C. Pour le nombre 273, voir 273 (nombre).
L'année 273 est une année commune qui commence un mercredi.

## Événements
- L'empereur des Gaules Tetricus donne le titre de César à son jeune fils Tetricus II au début de l'année[1].
- Janvier[2]? : Aurélien repousse une invasion des Carpes sur le Danube, entre Carsium et Sucidava lorsqu'il apprend la révolte de Palmyre[3].
- Printemps[2] : Aurélien prend Palmyre pour la seconde fois et laisse ses troupes piller la ville, laissant la ville presque détruite[3]. Fin du Royaume de Palmyre.
- Juillet[2]? : Aurélien mate la révolte de Firmus en Égypte et réprime des troubles à Alexandrie. Le quartier du Bruchium est détruit. C'est probablement à cette époque que la ville voit ses murailles arasées. Aurélien rentre immédiatement en Europe, par le Danube alors pacifié, pour régler la question de l'empire des Gaules[3].

- Début du règne de Bahrâm Ier, roi de Perse (fin en 276) qui fait du mazdéisme la religion d’État[4].

## Décès en 273
- Longin (né v.213), philosophe néoplatonicien et rhéteur, professeur de grec et ministre de Zénobie, mis à mort avec d'autres notables.